# Konwergencja beta
Konwergencja beta – koncepcja dotycząca zależności pomiędzy średnią stopą wzrostu dochodu per capita a początkowym poziomem tego dochodu. W ramach tego poglądu wyróżniamy:
- konwergencję warunkową – upodabnianie się do siebie krajów bądź regionów o podobnych cechach strukturalnych (np. rozwarstwienia społecznego, poziomu szkolnictwa wyższego, struktury demograficznej),
- konwergencję bezwzględną – szybszy rozwój krajów bądź regionów biednych niż bogatych.